# Greentown (Ohio)
Greentown es un lugar designado por el censo ubicado en el condado de Stark en el estado estadounidense de Ohio. En el Censo de 2010 tenía una población de 3804 habitantes y una densidad poblacional de 535,84 personas por km².

## Geografía
Greentown se encuentra ubicado en las coordenadas 40°55′39″N 81°24′7″O / 40.92750, -81.40194. Según la Oficina del Censo de los Estados Unidos, Greentown tiene una superficie total de 7.1 km², de la cual 7.1 km² corresponden a tierra firme y (0%) 0 km² es agua.

## Demografía
Según el censo de 2010, había 3804 personas residiendo en Greentown. La densidad de población era de 535,84 hab./km². De los 3804 habitantes, Greentown estaba compuesto por el 94.53% blancos, el 1.55% eran afroamericanos, el 0.18% eran amerindios, el 1.79% eran asiáticos, el 0% eran isleños del Pacífico, el 0.5% eran de otras razas y el 1.45% pertenecían a dos o más razas. Del total de la población el 1.63% eran hispanos o latinos de cualquier raza.